# 東京絕版神美食 乃木坂46的吃吃吃
《東京絕版神美食 乃木坂46的吃吃吃》（日语：／ Tōkyōzeppinkamigurume nogizaka46notaberudake */?）是2016年12月10日在TBS電視台播放的美食節目。第二集則在2017年7月20日播出。加上第一集和第二集的未公開影片的擴大版，則先後在衛星電視TBS頻道1播出。

## 概要
愛吃的乃木坂46成員以支持者在SNS提供的資訊為基礎，嚐遍東京的「肉」、「蓋飯」、「拉麵」和「甜品」，從而找出「東京最好吃」的美食的一個新風格美食節目。
2016年11月20日，乃木坂46成員秋元真夏與堀未央奈在SHOWROOM的直播節目「◯◯決定紀念！乃木坂46的吃吃吃」中，首次公佈此節目播放。
第二集時，從原本的「東京絕版神美食」改成「東京絕版美食」。

## 嘉賓
- 乃木坂46
  - 「東京絕版神美食 乃木坂46的吃吃吃」出演（第1集）：秋元真夏、生田繪梨花、生駒里奈、伊藤萬理華、白石麻衣、高山一實、西野七瀨、堀未央奈、松村沙友理[1]
  - 「東京絕版美食 乃木坂46的吃吃吃」出演（第2集）：衛藤美彩、齋藤優里、櫻井玲香、堀未央奈
- 出席藝人（第1集）：森三中（日语：森三中）成員大島美幸（日语：大島美幸）和村上知子（日语：村上知子）[1]
- 食之賢人（第2集） : 田邊晉太郎（日语：田辺晋太郎）（肉能手（英语：Meister））、大崎裕史（日语：大崎裕史）（拉麵評論家）、Amaikeiki（甜品博客、第2集的美食資訊監修）、Fallindebuhashi（美食藝人、第2集的美食資訊監修）[1]

## 播放時間
| 播放日期       | 播放時間      | 播放電視台 | 播放地區 |
| -------------- | ------------- | ---------- | -------- |
| 2016年12月10日 | 16:00 - 16:54 | TBS電視台  | 東京都   |
| 2017年1月28日  | 21:30 - 23:00 | TBS頻道1   | 東京都   |
| 2017年7月20日  | 2:20 - 3:20   | TBS電視台  | 東京都   |
| 2017年8月19日  | 21:30 - 23:00 | TBS頻道1   | 東京都   |

## 外部連結
- .   [2017-09-17]. （原始内容存档于2020-10-25） （日语）.
- .   [2017-09-17]. （原始内容存档于2021-01-19） （日语）.